# Pallikkunnu
Pallikkunnu (o Pallikunnu) è una suddivisione dell'India, classificata come census town, di 26.963 abitanti, situata nel distretto di Kannur, nello stato federato del Kerala. In base al numero di abitanti la città rientra nella classe III (da 20.000 a 49.999 persone).

## Geografia fisica
La città è situata a 11° 53' 34 N e 75° 21' 57 E.

## Società

### Evoluzione demografica
Al censimento del 2001 la popolazione di Pallikkunnu assommava a 26.963 persone, delle quali 12.584 maschi e 14.379 femmine. I bambini di età inferiore o uguale ai sei anni assommavano a 2.725, dei quali 1.423 maschi e 1.302 femmine. Infine, coloro che erano in grado di saper almeno leggere e scrivere erano 23.488, dei quali 11.011 maschi e 12.477 femmine.